# Haakon VI. Magnusson

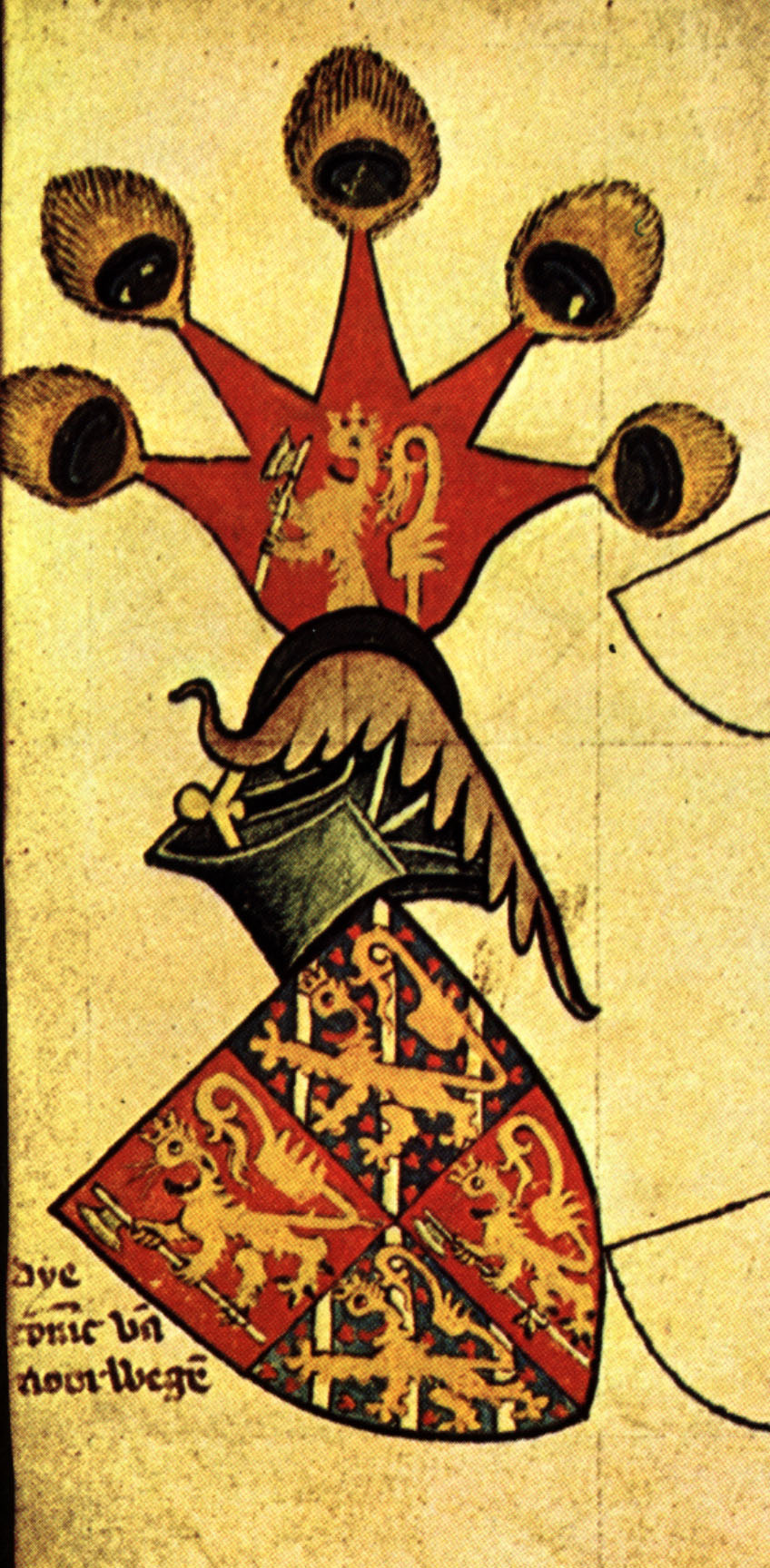
Erb Haakona VI. jako krále Norska a Švédska

Haakon VI. Norský (švédsky Håkan Magnusson, norsky Håkon VI Magnusson, 1341? – 11. září 1380) byl norský král v letech 1343–1380 a švédský král v letech 1362–1364 z dynastie Folkungů.

## Biografie

### Původ a mládí
Narodil se jako mladší ze dvou synů švédského a norského krále Magnuse VII. Erikssona a jeho manželky Blanky Namurské.

### Norský král
V roce 1343 jmenoval Magnus Eriksson dvouletého Haakona norským králem. V roce 1355 byl Haakon podle norského práva plnoletý a stal se regentem. Haakonův starší, podle švédského práva ještě neplnoletý bratr Erik byl ustaven následníkem švédského trůnu. Současně jeho otec Magnus ovšem držel území Tønsbergu, Island, Orkneje, Shetlandy, Faerské ostrovy a Hålogaland, tedy prakticky celé severní Norsko. Kromě toho ovládal Magnus východní Norsko a západní Švédsko.

### Spolukrál Švédska

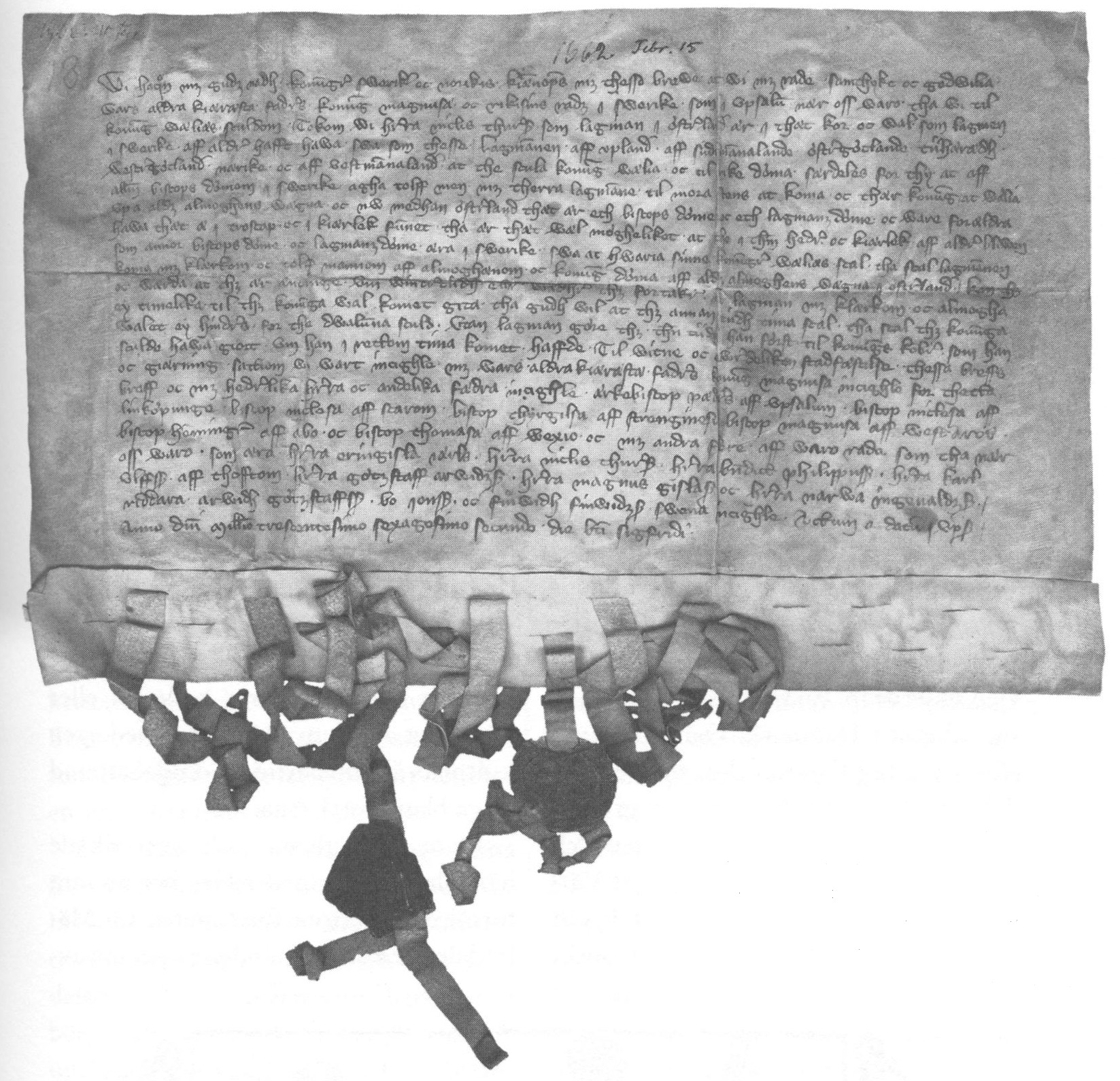
Dopis ze dne 15. února 1362 od Haakona Magnussona finským volitelům.

V roce 1359 Haakonův bratr Erik a krátce nato i Erikova těhotná manželka zemřeli, nezanechavše po sobě potomků. Magnus okamžitě převzal jeho dosavadní panství. V roce 1360 se dánskému králi Valdemaru Atterdagovi podařilo získat zpět jihošvédskou provincii Skåne. To vyvolalo nevůli Hanzy, neboť Dánsko mělo pod kontrolou důležitý Øresund. Magnus se tedy spojil s Hanzou, aby získal Skåne zpět, avšak neúspěšně a byl dokonce jat a držen na hradě Kalmaru. Po smíru byl opět osvobozen a Haakon byl 15. února roku 1362 vybrán za krále Švédska místo svého zemřelého bratra a místo svého otce (poprvé se při volbě účastnili i představitelé Finska). Stalo se tak v důsledku dohody velmožů, později však Haakon získal i otcův souhlas.
Již v roce 1363 Haakonův bratranec Albrecht Meklenburský (syn Magnusovy sestry Eufemie) a švédští velmožové opět povstali proti Magnusovi, detronizujíce Haakona i Magnuse; roku 1364 byl Albrecht korunován švédským králem. O rok později (1365) v bitvě u Gety padl Magnus do Albrechtova zajetí, čímž se stal Haakon jediným panovníkem Norska.
Haakon se tedy soustředil především na zájmy norského království. Současně se snažil vypudit Albrechta. Uzavřel alianci s Valdemarem Atterdagem, neboť oba prosazovali stejné zájmy proti švédskému králi, Hanze a severoněmeckým knížatům. Haakon si podržel svá práva ke švédskému trůnu, pročež i jeho manželka (později vdova) Markéta užívala až do své smrti titulu švédské královny.
Roku 1370 se Haakon snažil při jednáních s králem Albrechtem o osvobození svého otce. Současně postihla Oslo a okolí těžká morová epidemie, což znamenalo těžké ztráty na obyvatelstvu, ale i rozvrácení hospodářství a zásobování. Na podporu svých jednání s Albrechtem nařídil mobilizaci pro oblasti jižního Norska, mor však znemožnil vypravení dostatečného vojska.
Rok poté se Švédové zvedli proti meklenburským. Na podporu povstalců obsadil Haakon Stockholm. Pak došlo ke smlouvě, v níž se Haakon vzdal Švédska a svého otce za částku 6 000–8 000 marek osvobodil. Kvůli tomu dal do zástavy pevnost Båhus. Po svém osvobození přesídlil Magnus do norského Bergenu.

### Otcova smrt
Na podzim roku 1374 se král Haakon s manželkou Markétou a synem Olafem vypravil na návštěvu Dánska, na Tønsberg. Magnus tam chtěl přijet rovněž, aby s nimi strávil vánoční svátky. Podzim byl velmi nevlídný a královská loď se 1. prosince 1374 potopila při vjezdu do fjordu u Bømlo. Z celé posádky byla nalezena pouze králova mrtvola.

### Manželství a potomci
V dubnu roku 1363 se v Kodani oženil s tehdy devítiletou dánskou princeznou Markétou (1354–1412), dcerou dánského krále Valdemara IV. a Helvigy ze Sønderjyllandu, dcery šlesvického vévody Erika II. Norská šlechta si sice přála jinou nevěstu – Alžbětu Holštýnskou, ta však byla zadržena v dánských vodách, dokud se svatba Håkona a Markéty neuskutečnila. Markéta byla ve věku 12 let poslána do Norska, kde se o její další výchovu starala Märta Ulfsdotter, dcera svaté Birgitty.

### Smrt
Král Haakon zemřel v roce 1380 a trůn po něm zdědil jeho syn Olaf Haakonsson, který se stal již roku 1376 dánským králem.